# Neda Ukraden
Neda Ukraden (srbsky Неда Украден, * 16. srpna 1950, Imotski, Jugoslávie) je srbská popová zpěvačka. Vyrůstala v Bosně a Hercegovině, ale v současné době žije v Srbsku.

## Život
Neda Ukraden se narodila v Glavině, vesnici poblíž chorvatského města Imotski. Zde žila se svými prarodiči až do svých dvou let. Do roku 1992 bydlela v bosenském městě Sarajevo, ale v důsledku války se musela přestěhovat do Bělehradu v Srbsku.
Její otec si přál, aby chodila na univerzitu v Sarajevu, kde úspěšně dostudovala. Zemřel v roce 1997.

## Alba
- Srce u srcu (1975)
- Ko me to od nekud doziva (1976)
- Nedine najljepše pjesme (1977)
- Neda (1978)
- Neda (1979)
- Čuje se glas (1981)
- To mora da je ljubav (1982)
- Oči tvoje govore (1984)
- Hoću tebe (1985)
- Šaj, šaj (1986)
- 10 Hitova (1986)
- Došlo doba da se rastajemo (1987)
- Posluži nas srećo (1988)
- Ponoć je (1988)
- Dobro došli (1989)
- Poslije nas (1990)
- Nek živi muzika (1992)
- Jorgovan (1993)
- Između ljubavi i mržnje (1995)
- Ljubav žedna (1996)
- Nova Neda (2001)
- Život sam promjenila (2002)
- Ljubomora (2004)
- Za sva vremena (2004)
- Oduži mi se poljupcima (2006)
- Da se nađemo na pola puta (2009)
- Radujte se prijatelji (2010)
- Biti svoja (2012)
- Najljepše ljubavne pjesme (2013)